# Callian (Gers)
Callian é uma comuna francesa na região administrativa de Occitânia, no departamento de Gers. Estende-se por uma área de 7,91 km². Em 2010 a comuna tinha 49 habitantes (densidade: 6,2 hab./km²).